# Douglas H. Wheelock
Douglas Harry Wheelock, född 5 maj 1960 i Binghamton, New York, är en amerikansk astronaut uttagen i astronautgrupp 17 den 4 juni 1998.
Wheelock är gift och har ett barn.

## Rymdfärder
- Discovery - STS-120